# Firas Katoussi
Firas Katoussi (n. 6 septembrie 1995) este un taekwondist ce a reprezentat Tunisia, medaliat olimpic. A participat la o ediție a Jocurilor Olimpice (2024) în care a câștigat o medalie de aur.